# ベン・ヒーリー
ベン・ヒーリー（Ben Healy、1999年6月29日 - ）は、ユナイテッド・ラグビー・チャンピオンシップ、エディンバラ・ラグビーに所属するラグビー選手。

## プロフィール
- アイルランド・ティペラリー出身[1]。
- ポジションはスタンドオフ(SO)。
- 身長 191cm、体重 97kg
- U20アイルランド代表に選ばれたことがある[2]。
- スコットランド代表キャップは5（2024年2月現在）でラグビーワールドカップ2023のスコットランド代表に選ばれたことがある[3]。

## 略歴
マンスターを経て、2023年、エディンバラに加入。